# 1700 Pacific
1700 Pacific es un rascacielos situado en el 1700 de Pacific Avenue en el Distrito Centro de Dallas, Texas, Estados Unidos. El edificio tiene una altura de 655 pies (200 m) y 50 plantas. Es el séptimo edificio más alto de la ciudad. Era el segundo edificio más alto cuando fue completado en 1983, solo por detrás de Renaissance Tower.
La parcela en la que se sitúa 1700 Pacific estaba dividida antiguamente en dos parcelas triangulares separadas por Live Oak Street. En 1977 una de las parcelas triangulares fue adquirida por la Junta de Transporte de Dallas para un importante intercambiador de un propuesto metro. La parcela del edificio estuvo ocupada antiguamente por el National City Bank Building, de trece plantas, varios edificios bajos y un tramo de Live Oak Street.[cita requerida]
El arquitecto de la torre es WZMH Architects. Berkeley First City L.P. es el dueño del edificio, mientras que Jones Lang LaSalle es la agencia que alquila el edificio.
En 2008 Jones Lang LaSalle anunció que se traladaría a 1700 Pacific un gimnasio llamado «Elevation», con 2.300 m².